# Francisco Primo de Verdad y Ramos
Francisco Primo de Verdad y Ramos (Aguascalientes, 9 giugno 1760 – Città del Messico, 4 ottobre 1808) è stato un avvocato messicano, predecessore della Guerra d'Indipendenza del Messico.

## Infanzia
Francisco Primo de Verdad y Ramos
Nacque in un'azienda a Cienega de Mata in territori che facevano parte del comune di Aguascalientes.
Ancora giovane venne inviato a Città del Messico per studiare nel Reale Collegio di San Ildefonso, visto che in quel periodo non c'erano scuole ad Aguascalientes.

## Discriminazione
Cominciò a soffrire la discriminazione, visto che era creolo, da parte delle autorità spagnole, che temevano il sorgere di un'anima nazionalista e quindi riservavano i posti pubblici e i più importanti privati solo agli spagnoli di nascita, specialmente dopo le restrizioni di Carlo III di Spagna.

## Ideali dell'Indipendenza
Queste riforme restaurarono il prestigio della Spagna come potenza mondiale.
I destini degli uomini venivano regolati da stranieri, con il grande sogno di cambiare l'ordine sociale Francisco si sforza di studiare legge e comincia a stringere rapporti con i principali personaggi del governo spagnolo e arriva a ricoprire il ruolo di Sindaco.
Alla fine del XVIII secolo le notizie sulla guerra d'indipendenza americana e sulla rivoluzione francese erano parte importante delle discussioni degli uomini colti del Messico, e Francisco non era lontano da questi pensieri.
Nel giugno del 1808 arrivarono in Messico notizie sull'abdicazione di Bayone a causa delle guerre Napoleoniche, così Francisco chiede al viceré Iturrigaray di istituire una giunta per governare la nuova Spagna provvisoriamente in attesa del ritorno del sovrano, visto che in un'antica costituzione spagnola si affermava che in mancanza di sovrano il potere tornasse al popolo sotto forma di giunte governative.

## Morte
Alla restaurazione della famiglia reale in Spagna, Gabriel de Yermo fa cadere Iturrigaray e impone come viceré Pedro de Garibay, un militare di più di ottant'anni, facile da manipolare. Verdad è rinchiuso nelle celle dell'arcivescovado e muore il 4 ottobre 1808. Si crede sia stato avvelenato.